# Mathias Løvik
Mathias Johan Fjørtoft Løvik (6 dicembre 2003) è un calciatore norvegese, difensore del Parma.

## Carriera

### Club
Løvik è cresciuto nelle giovanili del Molde. Ha esordito in prima squadra il 25 luglio 2021, venendo schierato titolare nella vittoria per 1-4 maturata sul campo dello Spjelkavik, in una sfida valida per il primo turno del Norgesmesterskapet. Il successivo 29 luglio è arrivato il debutto nelle competizioni UEFA per club, quando ha sostituito Eirik Hestad nella sconfitta per 2-0 sul campo del Servette.
L'11 gennaio 2022, il Molde ha reso noto d'aver aggregato definitivamente Løvik alla prima squadra. L'11 maggio seguente ha esordito in Eliteserien, sostituendo Ola Brynhildsen nella vittoria per 3-0 in casa contro l'Odd. Il 22 giugno 2022 ha trovato la prima rete per il Molde, nella vittoria per 2-4 sul campo del Brattvåg, nell'edizione stagionale del Norgesmesterskapet.
L'8 ottobre 2022 ha rinnovato il contratto che lo legava al club fino al 31 dicembre 2026.
L'8 gennaio 2025 viene ufficializzato il suo trasferimento, a titolo definitivo, al Parma, con cui firma un contratto fino al 30 giugno 2029. Esordisce con i ducali, nonché in serie A, il 26 gennaio 2025 nella partita in casa del Milan, subentrando a Valentin Mihăilă al minuto 77. 

### Nazionale
Løvik ha rappresentato la Norvegia a livello Under-16, Under-17, Under-18 e Under-19.

## Statistiche

### Presenze e reti nei club
Statistiche aggiornate all'8 gennaio 2025.
| Stagione        | Club            | Campionato      | Campionato | Campionato | Coppe nazionali | Coppe nazionali | Coppe nazionali | Coppe continentali | Coppe continentali | Coppe continentali | Supercoppe | Supercoppe | Supercoppe | Totale | Totale |
| Stagione        | Club            | Comp            | Pres       | Reti       | Comp            | Pres            | Reti            | Comp               | Pres               | Reti               | Comp       | Pres       | Reti       | Pres   | Reti   |
| --------------- | --------------- | --------------- | ---------- | ---------- | --------------- | --------------- | --------------- | ------------------ | ------------------ | ------------------ | ---------- | ---------- | ---------- | ------ | ------ |
| 2021            | Molde           | ES              | 0          | 0          | CN              | 2               | 0               | UECL               | 1                  | 0                  | -          | -          | -          | 3      | 0      |
| 2022            | Molde           | ES              | 13         | 0          | CN              | 4               | 1               | UECL               | 5                  | 0                  | -          | -          | -          | 22     | 1      |
| 2023            | Molde           | ES              | 25         | 2          | CN              | 7               | 0               | UCL+UEL+UECL       | 1+6+3              | 0                  | -          | -          | -          | 42     | 2      |
| 2024            | Molde           | ES              | 24         | 4          | CN              | 7               | 0               | UEL+UECL           | 6+5                | 0                  | -          | -          | -          | 42     | 4      |
| Totale Molde    | Totale Molde    | Totale Molde    | 62         | 2          |                 | 20              | 1               |                    | 27                 | 0                  |            | -          | -          | 109    | 3      |
| gen.-giu. 2025  | Parma           | A               | 0          | 0          | CI              | -               | -               | -                  | -                  | -                  | -          | -          | -          | 0      | 0      |
| Totale carriera | Totale carriera | Totale carriera | 62         | 2          |                 | 20              | 1               |                    | 27                 | 0                  |            | -          | -          | 109    | 3      |

## Palmarès

### Club

#### Competizioni nazionali
- Campionato norvegese: 1

Molde: 2022
- Coppa di Norvegia: 2

Molde: 2021-2022, 2023

#### Competizioni giovanili
- Norgesmesterskapet G19: 1

Molde: 2021